# Mercat (la Galera)
El Mercat és una obra de l'arquitectura del ferro de la Galera (Montsià) protegida com a Bé Cultural d'Interès Local.

## Descripció
El mercat de la Galera és una construcció feta amb una estructura exclusivament de ferro. Per a la coberta, que és a dues vessants, s'ha emprat el fibrociment (uralita). També hi ha decoració feta de fusta que està més malmesa, tot i el bon estat de conservació que presenta l'edifici. A la teulada hi ha uns canalons a banda i banda que recullen l'aigua de la pluja. El mercat és un espai obert, sense cap paret que el limiti. En conjunt és una edificació molt senzilla i pràctica per a la utilització a la qual està destinada.
El mercat ha estat repavimentat i la mitgera amb la casa veïna s'ha aplacat amb ceràmica.